# 漲落定理
漲落定理是統計力學中的一個定理，用來處理遠離熱力學平衡（熵最大值）之下，系統的熵會在某一定時間中增加或減少的相對機率。熱力學第二定律預測一獨立系統的熵應該趨向增加，直到其達到平衡為止，但在統計力學被發現之後，物理學家了解到第二定律只是統計上的一種行為，因此應該總是有一些機率會使得獨立系統的熵會自發性地減少；漲落定理準確地量化了此機率。

## 定理概述和实例
波动耗散定理说，当存在着消耗能量，将其转化为热能（例如，摩擦）的方法，存在相关的逆过程的热波动。通过考虑一些例子可以最好地理解这一点：
- 拖动和布朗运动

如果一个对象是通过流体移动，它就会有阻力（空气阻力或流体阻力）。阻力消耗动能，将其转化为热量。相应的波动布朗运动。流体中的物体不静止，而是随着小的且快速变化的速度移动，因为流体中的分子碰撞到其中。布朗运动将热能转换成动能 - 与阻力相反。
- 电阻和约翰逊噪声

如果电流通过导线环带运行的电阻，因为阻力电流会迅速变为零。电阻消耗电能，把它变成热量（焦耳热）。相应的波动就是约翰逊噪声。其中具有电阻器的导线回路实际上不具有零电流，其具有由电阻器中的电子和原子的热波动引起的小且快速波动的电流。约翰逊噪声将热能转换为电能 - 与电阻相反。
- 光吸收和热辐射

当光照射物体时，光的一部分被吸收，使得物体更热。这样，光吸收将光能转换成热。相应的波动是热辐射（例如，“红热”对象的发光）。热辐射将热能转换为光能 - 光吸收的相反。事实上，热辐射的基尔霍夫定律证实了更有效的物体吸收光，其就会放射更多的热辐射。

## 具体的例子
波动耗散定理是一个统计热力学量化之间波动的系统中的关系热平衡，并且系统的施加扰动的响应的一般的结果。
因此，该模型允许例如：使用分子模型在线性响应理论中来预测材料性质。该定理假设应用扰动，如机械力或电场，足够弱以至于rates of Relaxation保持不变。
- 布朗运动

例如，爱因斯坦在他1905年论文上指出布朗运动是相同的随机的力导致在布朗运动的粒子的不稳定的运动也将导致拖如果颗粒是通过流体拉动。换句话说，如果试图在特定方向上干扰系统，则静止时粒子的波动具有与必须消除的摩擦力相同的原点。  根据该观察爱因斯坦能够利用统计力学推导出爱因斯坦-Marian Smoluchowski關係:{\displaystyle D={\mu \,k_{B}T}}
其连接扩散常数{\displaystyle D}和颗粒迁移率{\displaystyle {\mu \,}}，粒子的终端漂移速度的所施加的力的比率。{\displaystyle k_{B}}是玻耳兹曼常数，并且{\displaystyle T}是绝对温度。

## 另見
- 可逆悖論
- 扎金斯基恆等式 - 另一个与涨落定理和热力学第二定律密切相关的非平衡等式
- 格林-久保公式 - 波动定理与线性输运系数类剪切粘度或导热系数的格林久保公式有很深的联系
- 路德維希·波茲曼
- 熱力學
- 布朗馬達
- 洛施密特悖论
- Crooks漲落定理